# 柳瀬郁夫
柳瀬 郁夫（やなせ いくお、1972年 - ）は、日本の工学者である。埼玉大学工学部准教授。結晶構造の制御による二酸化炭素吸収セラミックスの開発、ゼロ熱膨張セラミックスの開発などを研究。

## 略歴
- 1994年 埼玉大学工学部卒業。
- 1996年 埼玉大学大学院理工学研究科博士前期課程修了。
- 1999年 埼玉大学大学院理工学研究科博士後期課程修了。博士（学術）（埼玉大学）。
- 1999年 科学技術庁無機材質研究所（現在の物質・材料研究機構）博士研究員。
- 2001年 埼玉大学工学部助手。
- 2003年 埼玉大学大学院理工学研究科助手。
- 2006年 埼玉大学工学部准教授。

## 著書

### 共著
- 『理工学のための線形代数』、長澤壯之（編著）、江頭信二・榎本裕子・古城知己・鈴木輝一・矢口裕之・柳瀬郁夫（共著）、培風館、2013年

## 論文

### 単著
- 「粉末法高温・低温Ｘ線解析による合成ポルーサイトの熱膨張特性評価」、『CACS forum』、埼玉大学分析センター編、21、2001
- 「格子内空間を利用した負の熱膨張を示す新規セラミックスの設計」、『旭硝子財団助成研究成果報告』、2007
- 「金属酸化物を用いたCO₂の分離回収」、『未来材料』、10(7)、2010

### 共著
- 「ポルーサイトの結晶構造と低熱膨張機構」、『日本セラミックス協会年会講演予稿集』、1996 (11)、1996
- 「四面体カチオンを同形置換したポルーサイト粉末の熱膨張特性」、『日本セラミックス協会秋季シンポジウム講演予稿集』、10 (261)、1997
- 「合成した立方晶系リューサイト化合物の熱膨張特性」、『日本セラミックス協会秋季シンポジウム講演予稿集』、11 (317)、1998
- 「合成した立方晶系リューサイト型化合物の熱膨張特性」、『日本セラミックス協会学術論文誌』、108 (1253)、2000
- 「ナノ粒子スラリーのコンビナトリアル混合プロセスの開発」、『日本セラミックス協会秋季シンポジウム講演予稿集』、13 (3)、2000
- 「混晶を用いた希土類元素の合成」、『日本セラミックス協会秋季シンポジウム講演予稿集』、14 (250)、2001
- 「立方晶系不足型リューサイト化合物の熱膨張特性」、『日本セラミックス協会秋季シンポジウム講演予稿集』、14 (274)、2001
- 「部分置換型立方晶系リューサイト化合物の合成とその熱膨張特性」、『日本セラミックス協会秋季シンポジウム講演予稿集』、15 (21)、2002
- 「コンビナトリアルケミストリーによる擬三元系複合酸化物の合成と評価 (1)」、『日本セラミックス協会秋季シンポジウム講演予稿集』、15 (49)、2002
- 「立方晶リューサイト多孔質体の作製とその低熱膨張特性」、『日本セラミックス協会秋季シンポジウム講演予稿集』、15 (204)、2002
- 「コンビナトリアルケミストリーを利用した電池材料合成」、『電池技術』、15、2003
- 「コンビナトリアル湿式・乾式合成法による無機機能性材料の探索」、『表面』、41 (2)、2003
- 「非晶質仮焼粉末を用いたポルーサイトの焼結とその低熱膨張特性」、『日本セラミックス協会学術論文誌』、111 (1296)、2003
- 「コーディエライト/ジルコン焼結体の緻密化」、『埼玉大学地域共同研究センター紀要』、5、2004
- 「高強度なコーディエライト/ジルコン複合焼結体の作製」、『埼玉大学地域共同研究センター紀要』、6、2005
- 「フレキシブル基板のマイグレーション試験」、『電子情報通信学会技術研究報告』、105 (28)、2005
- 「低熱膨張置換リューサイト多孔体の細孔構造に及ぼすボールミル効果」、『日本セラミックス協会学術論文誌』、114 (1336)、2006
- 「低熱膨張立方晶リューサイト化合物の開発」、『セラミックス』、46(11)、2011

## 受賞
- 1995年　日本MRS研究発表会奨励賞
- 1996年　日本セラミックス協会関東支部研究発表会優秀賞